# Casanare
Casanare je departement v Kolumbii, ležící na východu země. Hlavním městem departementu je Yopal. Má rozlohu 44 640 km², průměrná nadmořská výška je 350 m n. m. a průměrná roční teplota je 26 °C. Na severu ho odděluje řeka Casenare od departementu Arauca, na jihu řeka Meta od regionů Meta a Vichada, na západě pak sousedí s Cundinamarcou a Boyacá. Povrch departementu tvoří především rovinatá krajina v povodí řeky Orinoko (tzv. Orinoquía nebo Llanos), pouze na západě departementu se nachází Východní Kordillery andského pohoří. Mezi nejdůležitější ekonomické aktivity v kraji patří extenzivní pastevectví a těžba ropy.